# Huta Pieniacka
Huta Pieniacka var en landsby med cirka 1.000 etnisk polske indbyggere i 200 huse, beliggende i Tarnopol Voivodeship, Polen (i nuværende Ternopil oblast i Ukraine).

## Historie
På den østrigske kort udarbejdet af Friedrich von Mieg (1779–1783) blev Nowi Huta Pieniaky indtegnet som en nygrundlagt landsby i en skov. 
I den første jordregistrering i Galicien (Józefinski-metrik) fra 1786 blev landsbyen nævnt som nybosat. Det antages, at bosættelsen oprindeligt opstod som et sted for glasproduktion og blev grundlagt af folk fra landsbyen Peniaky. De første bosættere var glasmagere, og senere begyndte andre mennesker også at slå sig ned. Sandsynligvis er oprettelsen af denne landsby knyttet til Galiciens inkorporering i Østrig og koloniseringen af grænseområderne, som blev udført af Maria Teresas regering. I 1875 var der kun én glashytte i landsbyen, som var den eneste i distriktet Brody.
1900 havde samfundet 100 huse med 774 indbyggere, hvoraf 706 talte polsk, 68 talte Rutensk, 664 var romersk-katolske, 68 var græsk-katolske, og 42 var jøder. 
Efter afslutningen af den polsk-ukrainske krig i 1919 kom landsbyen under Polen. I 1921 havde samfundet 126 huse med 724 indbyggere, hvoraf 700 var polakker, 24 var rutenere, 659 var romersk-katolske, 45 var græsk-katolske, og 19 tilhørte den jødiske religion. 1931 havde landsbyen 172 gårde med 760 indbyggere.
I 1939, efter de tyske og sovjetiske angreb på Polen, blev voivodeshipen annekteret af Sovjetunionen og blev en del af den ukrainske sovjetrepublik. Efter det tyske angreb på Sovjetunionen i 1941 kom det under tysk besættelse. I foråret 1942 blev landsbyen hovedbase for en sovjetisk partisanenhed under ledelse af lægen og bolsjeviken P. Kundius. I januar-februar 1944 var der sovjetiske partisaner i landsbyen under kommando af NKVD oberst Dmitry Medvedev
Landsbyen Huta Pieniacka eksisterer ikke længere. De fleste huse blev brændt 28. februar 1944 under massakren i Huta Pieniacka, og kun skolen og en romersk-katolsk kirke forblev. Begge bygninger blev revet ned efter krigen, og i området omkring landsbyen er der en græsningsmark for kvæg. Der er en stolpe med en ukrainsk inskription "Center for den tidligere landsby," men den nævner ikke landsbyens navn.